# تصدير

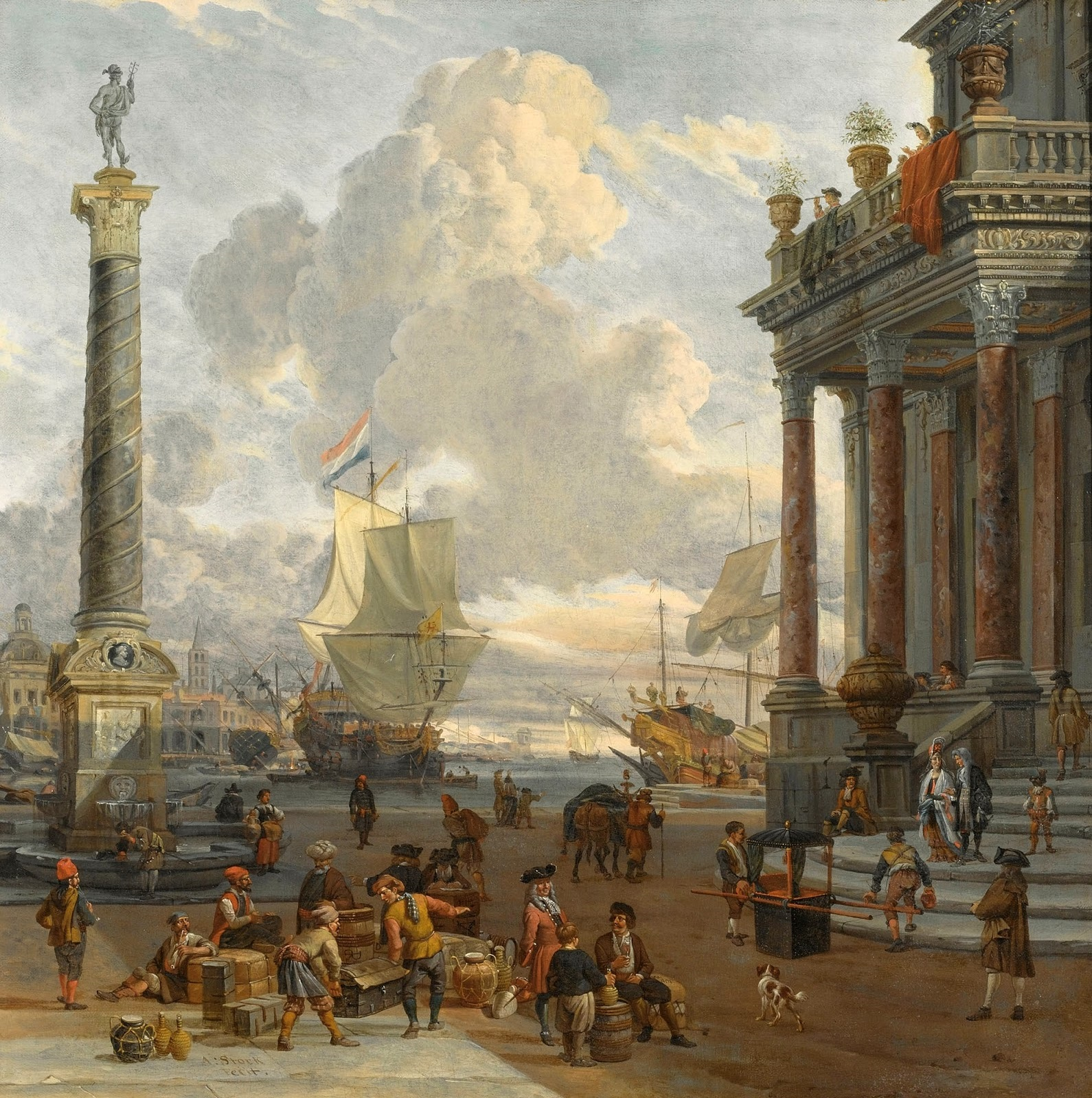

التصدير، هو بيع المنتجات من دولة لأخرى، وفق نظام معترف به وقوانين ونظم تدعم الاستيراد من جانب الدول المستهلكة والتصدير من جانب الدول المصدرة.
يعتبر التصدير مصدر هام للدخل للدول بفتح أسواق جديدة لمنتجاتها، وهو مؤشر على جودة الصناعة والزراعة في تلك الدول.
يتطلب التصدير أن تتماشى المنتجات مع المعايير التي تضمن مستوى معين من الجودة التي تسمح بقبول المنتج في السوق المصدر اليه.
يعتمد التصدير في جزء كبير منه على صناعة الشحن حيث أن لكل منتج طريقة التصدير الخاصة به، فمثلا تصدير الحديد والصلب يختلف في طريقة وأسلوب شحنه عن تصدير الأسماك الحاصلات الزراعية والورود على سبيل المثال.

## وصلات خارجية
- BTC QATAR لاستيراد وتصدير القمح والسكر واليوريا
- تصدير أزهار ونباتات الزينة

## اقرأ أيضا
- جمارك
- وسيط جمركي